# Thomas Samuel Kuhn
Thomas Samuel Kuhn (18. července 1922 – 17. června 1996) byl americký filozof, fyzik, teoretik vědy a vědeckého poznání, zabýval se dějinami vědy, astronomií, kvantovou teorií a její prehistorií. Měl velký vliv v akademických ale i populárních kruzích. Zavedl termín "paradigma", který se od té doby stal hojně používaným idiomem.

## Stručný životopis
Thomas Samuel Kuhn se narodil roku 1922 jako syn židovského průmyslníka v Cincinnati ve státě Ohio. V roce 1940 vystudoval Taft School v Watertown, kde se projevil jeho vážný zájem o matematiku a fyziku. V roce 1943 získal bakalářský titul na Harvard College, kde také získal magisterský titul a nakonec Ph.D. z fyziky v roce 1946 a 1949.
Jak uvádí na několika prvních stránkách v předmluvě k druhému vydání Struktura vědeckých revolucí, tři roky akademické svobody jako Harvard Junior Fellow, byly klíčové k tomu aby mu umožnily přejít z fyziky k historii a filozofii vědy.
Později učil kurz historii vědy na Harvardu mezi lety 1948-1956, na popud univerzitního prezidenta Jamese Conanta. Po odchodu z Harvardu, učil na Kalifornské univerzitě v Berkeley, kde pracoval v oddělení filozofie a oddělení historie a kde byl později v roce 1961 jmenován profesorem dějin vědy. V Berkeley napsal a publikoval svou nejznámější a nejvlivnější práci: Struktura vědeckých revolucí. V roce 1994 byla Kuhnovi diagnostikována rakovina plic. Zemřel v roce 1996.

## Vědecká činnost
T. S. Kuhn byl jedním z nejvlivnějších myslitelů druhé poloviny 20. století. Jeho dílo Struktura vědeckých revolucí, v níž novým způsobem definoval slovo paradigma, se stala sama paradigmatickým dílem, vzorem pro další práci o autoritě, dějinách a filosofii vědy. T. S. Kuhn vystudoval fyziku, ale už během studií se jeho zájem obrátil k historii vědy. Rozhodující zkušenost spadá do léta 1947, kdy si při četbě Aristotela položil otázku, jak je možné, že tak velký myslitel napsal takové hlouposti o fyzice. Uvědomil si tehdy, že se Aristotelův text jako hloupost jeví pouze tehdy, čte-li se jazykem newtonovské fyziky. Tuto zkušenost pak formuloval jako princip: Čtete-li nějakého velikého myslitele, soustřeďte se nejprve na zdánlivé nesmysly a ptejte se, jak mohl něco takového napsat. Podaří-li se vám nalézt odpověď a tato místa začnou dávat smysl, zjistíte ke svému údivu, že i ta místa, o nichž jste si předtím mysleli, že jim rozumíte, změnila svůj smysl.

### Kuhnovo pojetí vývoje vědy
Podle T. Kuhna prochází vývoj vědy dvěma stadii: evolučním a revolučním. T. S. Kuhn přinesl argumenty o tom, že pokrok vědeckého poznání není přímočarý, ale že je čas od času přerušován zásadními zvraty-vědeckými revolucemi. Při těchto vědeckých revolucích dochází k přehodnocení samotných základů dosavadního vědění. Vědecké poznání tedy nesměřuje k nějaké jediné Pravdě o světě, netýká se žádné „objektivní reality“ – nezávislé skutečnosti, všem společné, vždy zde již jsoucí. Věda, tak jako každá lidská činnost, má svůj kulturní, dějinný, instituční, sociální a psychologický rozměr. I vědecké poznatky jsou proto historicky podmíněné: vyjadřují ducha dané epochy, mění se s dobou i s okolnostmi.
Klíčovým pojmem Kuhnova pojetí vývoje vědy je vědecké paradigma. Za paradigma považuje Kuhn „obecně uznávané a vědecké výsledky, které v dané chvíli představují pro společenství odborníků model problémů a model jejich řešení“. Paradigma ovládá jistou vědeckou komunitu, častěji celý vědní obor a je určujícím prvkem při rozhodování, co by mělo být předmětem výzkumu a co ne, jaké metody lze s úspěchem použít, dokonce i jakého druhu musí být výzkumné výsledky. Podstata paradigmatu je většinou explicitně vyjevena v učebnicích, nebo v textech všeobecně uznávaných klasiků. Výzkum podléhající nějakému paradigmatu Kuhn nazývá „normální věda“. Poté se však objeví anomálie. Například proběhne pozorování, které není možné vysvětlit v pojmech současného paradigmatu, tehdy dochází i k značně iracionálním pokusům, jak je zažitým představám přizpůsobit. Pokud ale nelze fakta na staré paradigma aplikovat, zažíváme změnu paradigmatu. Během období, kdy k tomu dochází a kdy anomálie vyvíjejí už příliš velký tlak na staré paradigma, probíhá krize, po níž následuje vědecká revoluce. Vědecké disciplíně pak už nedominuje staré paradigma. Brzy jej ale nahradí paradigma nové. Tento přechod od jednoho paradigmatu k jinému nazývá Kuhn vědeckou revolucí. Podle Kuhna je staré, nově získaným empirickým faktům odporující paradigma nahrazeno teprve tehdy, když je vyvinuto lepší paradigma.

## Struktura vědeckých revolucí
Struktura vědeckých revolucí, byla původně vytištěna jako součást International Encyclopedia of Unified Science, publikována logickými pozitivisty vídeňského kruhu. Kuhn tvrdil, že věda nepostupuje lineárním hromaděním nových poznatků, ale naopak se ocitá v pravidelných revolucích, kdy se charakter vědeckého bádání v určitém období transformuje. Dá se tedy tvrdit, že vědecké bádání může být rozděleno do tří samostatných období.
1. Před-vědecké, kdy věda postrádá centrální paradigma a pouze shromažďuje informace - jako příklad uvádí např. vědecké počínaní F. Bacona, které přirovnává k "bažině" - protože člověk váhá, zdali takovouto literaturu vůbec považovat za "vědeckou"
2. Pak následuje období "normální věda", kdy se vědci pokouší rozšířit centrální paradigma o "tzv. řešení hádanek". K období normální vědy se dojde tak, že zvítězí jedna z předparadigmatických škol, které mezi sebou vzájemně soutěží o tom, kdo dokáže určité jevy popsat přesněji. Nakonec jedna škola, díky svým přesvědčivým teoriím (argumentům) vyhraje. Když se paradigma ustálí a věda jej přijme za své, je v období ustáleného paradigmatu extrémně produktivní. Vědci se totiž snaží co nejvíce rozšířit působnost paradigmatu, aby bylo schopno popisovat co nejvíce vyskytujících se jevů v oblasti, kterou zkoumají. Vždy však nastane situace, že staré paradigma již nestačí odpovídat na hádanky, které vznikají v souvislosti s tím, že už prostě není schopno odpovídat. V období normální vědy jsou tyto tzv. anomální výsledky vědeckého bádání považovány za chybu pracovníka, a nikoliv problém, že paradigma prostě nestačí na řešení některých otázek. Jakmile je však příliš zřejmě, že paradigma nestačí, dostane se vědecké bádání do situace, které Kuhn nazývá období tzv. "krizové vědy".
3. Krizová věda je pak takovou vědou, která nahrazuje staré paradigma paradigmatem novým. Nahrazování zahrnuje výsledky (vč. anomálií) starého paradigmatu do nového paradigmatického rámce, který je přijat.

Takto Kuhn definuje vědeckou revoluci.

### Nesouměřitelnost paradigmat
Ve SVR, Kuhn rovněž tvrdí, že soupeřící paradigmata jsou nesouměřitelná. To znamená, že nelze chápat staré paradigma, prostřednictvím konceptuálního rámce paradigmatu nového a nové paradigma nelze měřit starým paradigmatem - jsou navzájem nesouměřitelná. Tato teze byla podnětná pro mnoho kritiků, kteří tvrdí, že by pak takováto volba teorií byla v podstatě iracionální. Kuhnova teorie byla nařčena z relativismu a byla předmětem široké diskuse; Kuhn sám popřel obvinění z relativismu ve třetím vydání SVR a snažil se vyjasnit své názory, aby se zabránilo dalšímu nesprávnému výkladu.

### Holismus
Kuhnovo pojetí vědecké revoluce je neslučitelné s pojetím vědy jako poměrně kontinuálního procesu, který je jen čas od času narušován různě intenzivními momenty diskontinuity. Vědecká paradigmata jsou, podle Kuhna, nesouměřitelná. Dvě paradigmata podávají tak rozdílný pohled na svět, že neexistuje žádné vyšší hledisko, na jehož základě bychom tato paradigmata mohli porovnávat. Změnu paradigmatu Kuhn objasňuje pomocí tvarové psychologie, podle níž vnímáme objekty vždy jako celistvé tvary, nikoli jako souhrn jednotlivých částí. Tedy i při přechodu vnímání z jednoho tvaru ke druhému nedochází k pomalému kontinuálnímu přechodu, ale k náhlé, okamžité změně. Tyto příklady náhlých proměn tvarů ve vnímání aplikuje Kuhn i na vztah mezi starým a novým způsobem vidění světa (vědeckých paradigmat). Tato teorie je základem holistické koncepce, která měla nahradit dosavadní graduální koncepci vývoje vědy založenou na myšlence, že ke změnám dochází postupně, metodou část po části.

## Hlavní díla
- Struktura vědeckých revolucí je první Kuhnovou knihou přeloženou do češtiny (Praha: Oikúmené 1997).
- První Kuhnova kniha vůbec se věnovala koperníkovské revoluci (The Copernican Revolution: Planetary Astronomy in the Development of Western Thought, 1957).
- Rozsáhlý výbor Kuhnových článků vyšel v roce 1977 (The Essential Tension: Selected Studies in Scientific Tradition and Change).
- Historií moderní kvantové fyziky se zabývají dvě jiné Kuhnovy knihy: Sources for History of Quantum Discontinuity. 1894-1912 (1978).
- Z mnoha knih, věnovaných Kuhnově filosofii vědy, uveďme sborník sestavený Gary Guttingem a nazvaný Paradigms and Revolutions (1980).